# Ny Arietis
Ny Arietis (ν Arietis förkortat Ny Ari, ν Ari,) är Bayerbeteckning för en dubbelstjärna i mellersta delen av stjärnbilden Väduren. Den har en skenbar magnitud på 5,43 och är svagt synlig för blotta ögat där ljusföroreningar ej förekommer. Baserat på parallaxmätningar inom Hipparcos-uppdraget på ca 9,7 befinner den sig på ett beräknat avstånd av ungefär 340 ljusår (103 parsek) från solen.

## Egenskaper
Primärstjärnan Ny Arietis A är en blå till vit stjärna i huvudserien av spektralklass A7 V. Den har en massa som är ca 2,4 gånger solens massa, en radie som är ca 1,8 gånger solens radie och avger ca 64 gånger mer energi än solen från dess fotosfär vid en effektiv temperatur på ca 8 000 K.
En nära följeslagare, Ny Arietis B, upptäcktes 2016 genom användning av metoden för direkt spektraldetektering. Den har en massa av samma storlek som solens och en effektiv temperatur på ca 5 600 K.